# Josef Allerberger
Josef "Sepp" Allerberger(24 de diciembre de 1924 - 2 de marzo de 2010) fue un soldado alemán de ascendencia austriaca y uno de los tiradores más exitosos de la Wehrmacht.

## Servicio militar
Después de ser reclutado por el ejército en febrero de 1943, fue enviado al Frente Oriental a mediados de julio de 1943 como ametrallador. Sirvió en la 8.ª Compañía, 2.º Batallón, 144.º Regimiento, 3.ª División de Infantería. Del 17 al 22 de julio de 1943, la División de Montaña con el número de puesto de campaña 09469 D participó en intensos combates que retrasaron la ocupación de la cuenca de Donetsk por el Ejército Rojo. El 22 de julio de 1943 fue herido levemente por la metralla de una granada en el brazo izquierdo. Comenzó a trabajar como francotirador cuando encontró un rifle soviético Mosin wz. 1891/30 con una mira óptica de PU en una pila de armas capturadas, mientras lo clasificaba en la retaguardia como parte de su convalecencia. Estos fusiles fueron utilizados a menudo por los soldados alemanes en el Frente Oriental debido a su alta fiabilidad en duras condiciones de combate y porque no tenían sus propios fusiles para francotiradores al comienzo de la lucha en el Frente Oriental. En mayo de 1944 fue enviado a un entrenamiento especializado de francotirador, que tuvo lugar del 5 de junio al 2 de julio en el campo de entrenamiento "Seetaler Alpe" cerca de Judenburg en el estado de Estiria en Austria, a pesar de que ya había recibido muchos impactos precisos de un rifle capturado.
Allerberger había estado usando una carabina Mauser Kar98k con una mira telescópica Hensoldt Dialytan de cuatro aumentos desde su entrenamiento. Hacia el final de la guerra, a menudo usaba el rifle Gew43 y la ametralladora MP40. Era conocido por su uso del armazón del paraguas para camuflarse en condiciones de combate, en cuyo armazón tejía el material de camuflaje apropiado para el lugar y el momento. En septiembre de 1944, cada francotirador fue galardonado con la Cruz de Hierro de Segunda Clase por sus logros en el campo de batalla. En septiembre de 1944, Allerberger también fue galardonado con la Cruz de Hierro de Segunda Clase. Oficialmente mató a 257 soldados enemigos y es el segundo francotirador más efectivo de la Wehrmacht después de Matthäus Hetzenauer. Poseedor del "Águila de Oro" de francotiradores. El 20 de abril de 1945 fue condecorado con la Cruz de Caballero por Ferdinand Schörner, comandante del Grupo de Ejércitos Centro. Desafortunadamente, no hay mención de esto en los documentos oficiales[9]. Según la solicitud de Allerberger, el certificado de adjudicación se perdió durante el envío, lo que era común en los últimos días de la guerra. Marchando vestido de civil y evitando muchos años de cautiverio, regresó a su casa familiar cerca de Salzburgo el 5 de junio de 1945.
Después de la guerra, trabajó como maestro carpintero. Murió el 2 de marzo de 2010 en Wals-Siezenheim.